# 2004 en France
Chronologie de la France
- 2000
- 2001
- 2002
- 2003
- 2004
- 2005
- 2006
- 2007
- 2008

Cette page présente les faits marquants de l'année 2004 en France.

## Événements
L'année 2004 est marquée en France par le second remaniement ministériel du gouvernement Raffarin qui est annoncé le 31 mars. Dominique de Villepin remplace Nicolas Sarkozy au ministère de l'Intérieur. Nicolas Sarkozy remplace Francis Mer au ministère de l'économie. Dominique de Villepin s'inscrit résolument dans la continuité de la politique sécuritaire menée par Nicolas Sarkozy.

## Chronologie

### Janvier
- 30 janvier : Alain Juppé est condamné à 10 ans d’inéligibilité pour prise illégale d’intérêts dans l’affaire du financement du RPR. En appel, il ne sera condamné qu'à un an d'inéligibilité.

### Février
- 10 février : L'Assemblée nationale vote par 496 voix contre 36 la loi sur les signes religieux dans les écoles publiques, suivant les recommandations de la Commission Stasi.

### Mars
- 3 mars : comme l'Assemblée nationale, le Sénat vote la loi sur l’interdiction de signes ou tenues qui manifestent ostensiblement une appartenance religieuse à l’école.
- 9 mars : la loi Perben II sur la justice instaure le plaider-coupable et constitue des pôles de grande criminalité.
  - élections régionales gagnées par le PS, qui obtient la présidence de 21 régions sur 25 contre 8 en 1998. La gauche en contrôle 23, l'UMP obtenant l'Alsace et la Corse.
- 31 mars : Jean-Pierre Raffarin forme un nouveau gouvernement. Nicolas Sarkozy est ministre de l’Économie et des Finances.

### Avril
- 5 avril : début de la visite officielle de la reine du Royaume-Uni afin de célébrer le centenaire de l'Entente cordiale.
- 7 avril : Disparition du petit Jonathan Coulom dans la nuit du 6 au 7 avril 2004 à Saint-Brevin-les-Pins lors d’un séjour en classe de mer.
- 23 avril : fermeture de la dernière mine de charbon française, celle de La Houve à Creutzwald dans le département de la Moselle, avant la fermeture complète du site.

### Mai
- 25 mai : bicentenaire de la fondation de la ville nouvelle de La Roche-sur-Yon par Napoléon Ier.

### Juin
- 5 juin : Noël Mamère, maire de Bègles, célèbre le premier mariage homosexuel, malgré l'interdiction du gouvernement, il est annulé ensuite par la justice.
- 8 juin :
  - événement astronomique rare : la planète Vénus passe devant le disque solaire. Le phénomène est visible en France avec une protection oculaire adéquate et doit se reproduire en 2012.
  - dépôt du cœur du prince Louis XVII en la Basilique Saint-Denis, sous l'oraison funèbre de l'abbé Chanut.
- 11 juin : l'église Notre-Dame-de-Toute-Grâce du plateau d'Assy, construite par Maurice Novarina de 1937 à 1947, dont la décoration a été réalisée par quelques-uns des plus grands artistes de la première moitié du XXe siècle est classée au titre des monuments historiques.
- 13 juin : élections européennes : succès du PS (28,89 %). L’UMP recule (16,6 %) face à l’UDF (11,95 %). Le FN obtient 9,8 % des voix.
- 29 juin : Marie-Noëlle Thémereau est élue à la présidence du cinquième gouvernement de la Nouvelle-Calédonie issu des Accords de Nouméa.

### Juillet
- 3 juillet : début de l'affaire Michel Fourniret - Monique Olivier dans les Ardennes, la plus grande affaire de pédo-criminalité en France.
- 20 juillet : adoption de la loi sur la réforme de la sécurité sociale.

### Août
- 5 août : Incendie du centre équestre de Lescheraines faisant 8 morts.
- 8 août : loi sur la bioéthique interdisant le clonage humain.
- 13 août : réforme de l’assurance-maladie : instauration du médecin traitant.
- 14 et 15 août : visite de Jean-Paul II à Lourdes.
- 30 août : lancement du feuilleton marseillais Plus belle la vie.

### Septembre
- 2 septembre : assassinat de deux inspecteurs du travail par un agriculteur à Saussignac.
- 17 septembre : Après six ans de travaux, la maison de la Culture de Grenoble rouvre ses portes sous le nom de MC2.
- 20 septembre : le parquet de Paris ouvre une information judiciaire pour enquêter sur les conséquences humaines des essais nucléaires menés par la France entre 1960 et 1996 tant dans le Sahara algérien qu'en Polynésie.
- 21 septembre : création de la Fondation d'entreprise EADS

### Octobre
- 25 octobre : première émission de la chaîne Pink TV, destinée notamment au public homosexuel.

### Novembre
- 11 novembre : Décès à Clamart de Yasser Arafat
- 17 novembre : panne du réseau Bouygues Telecom qui a mis plus de 24 heures à être résolue
- 28 novembre : Nicolas Sarkozy élu président de l’UMP.
- 30 novembre : loi sur le « droit au laisser-mourir ».

### Décembre
- 8 décembre : création de la HALDE (Haute Autorité de lutte contre les discriminations et pour l'égalité).
- 14 décembre : inauguration du viaduc de Millau, le plus haut pont du monde. Construit par Eiffage, dessiné par Norman Foster.
- 26 décembre : explosion meurtrière d'une canalisation de gaz à Mulhouse.
- 27 décembre : au lendemain du tsunami dans l'Asie du Sud-Est, un élan de solidarité se met en France comme ailleurs en place à l'égard des sinistrés.
- 30 décembre : Hausse fiscale de 15 milliards d'euros.

## Transports
- Le permis de conduire a été retiré à 39 000 automobilistes, désormais interdits de conduire.

## Économie
- 8,9 % de chômeurs, croissance de 2,5 % du PIB.

### Cinéma

#### Autres films sortis en France en 2004
- 4 février : Buongiorno, Notte, film italien de Marco Bellocchio.
- 7 avril : Gente di Roma, film documentaire italien d'Ettore Scola.
- 27 octobre : Un long dimanche de fiançailles, film français de Jean-Pierre Jeunet.

#### Prix et récompenses
- César du meilleur film : Les Invasions barbares, de Denys Arcand
- Prix Jean-Vigo : Quand je serai star, de Patrick Mimouni

## Décès en 2004
- 22 janvier : Ticky Holgado, acteur français (° 24 juin 1944).
- 4 mars : Claude Nougaro, chanteur.
- 9 juillet : Jean Lefebvre, acteur.
- 22 juillet : Sacha Distel, chanteur.
- 22 juillet : Serge Reggiani, chanteur.
- 3 août : Henri Cartier-Bresson, photographe français (° 22 août 1908).
- 24 septembre : Françoise Sagan, femme de lettres.
- 9 octobre : Jacques Derrida, philosophe.
- 11 novembre : Yasser Arafat, homme d'Etat palestinien. Mort à Clamart